# P型カルシウムチャネル
P型カルシウムチャネル（英: P-type calcium channel）は、電位依存性カルシウムチャネルの一種である。他の高電位型カルシウムチャネルと同様、α1サブユニットがチャネルの性質の大部分を決定している。"P"は、このチャネルが初めて発見された小脳のプルキンエ細胞（Purkinje cell）に由来している。P型カルシウムチャネルはシナプス前終末での神経伝達物質の放出や、多くの神経種での神経統合（neuronal integration）において、N型カルシウムチャネルと同様の役割を果たしている。

## 歴史
P型カルシウムチャネルの発見につながる実験は、1980年にLlinásとSugimoriによって行われた。P型カルシウムチャネルという名称は、彼らが哺乳類のプルキンエ細胞でこのチャネルを発見したことから1989年に付けられたものである。彼らは、プルキンエ細胞の電気生理学的特性をもたらすイオン電流について小脳薄片を用いたin vitroでの実験を行い、緩やかに上昇した後で急落し、過分極をもたらすカルシウム依存的な活動電位の存在を発見した。この活動電位は電位依存的であり、後過分極電位の発生の後にはバースト発火が続いた。プルキンエ細胞へのカルシウムの流入がない場合、活動電位は調節を受けない形で高頻度で発火することが発見された。

## 基本的な特徴と構造
P型カルシウムチャネルは、L型、N型、Q型、R型チャネルとともに、高電位活性化型の電位依存性カルシウムチャネルに分類される。これらのチャネルの活性化には強力な脱分極が必要である。P型カルシウムチャネルは、中枢神経系や末梢神経系の神経細胞の軸索終末や細胞体樹状突起領域に存在する。また、小胞の放出、具体的には興奮性・抑制性シナプス終末における神経伝達物質やホルモンの放出に重要である。
P型カルシウムチャネルは、ポアを形成する主要なサブユニットであるα1サブユニット（具体的にはCav2.1と呼ばれる）、そしてα2δサブユニット、βサブユニットから構成される。骨格筋のカルシウムチャネルには、γサブユニットも存在する場合がある。α1サブユニットはCACNA1A遺伝子にコードされており、4つのドメインから構成される。各ドメインには6つの膜貫通ヘリックス（S1–S6）が存在する。S1-S2ループとS6領域はチャネルの不活性化を担うと考えられており、S4領域は電位センサーとして機能し、S5-S6ループがポアを形成する。電位依存性カルシウムチャネルのα1サブユニットをコードする遺伝子には7つのファミリーが存在するが、その中のAファミリーが機能的にP型・Q型として定義されているものに対応する。P型とQ型のカルシウムチャネルは密接に関連しており、そのα1サブニットは同一の遺伝子から選択的スプライシングによって産生される。両者の機能的差異は、選択的スプライシングまたはサブユニット構成の差異によるものである可能性がある。βサブユニットはα2δサブユニットとともに、チャネルの速度論的性質や細胞表面への発現を調節している。

## チャネルの分布

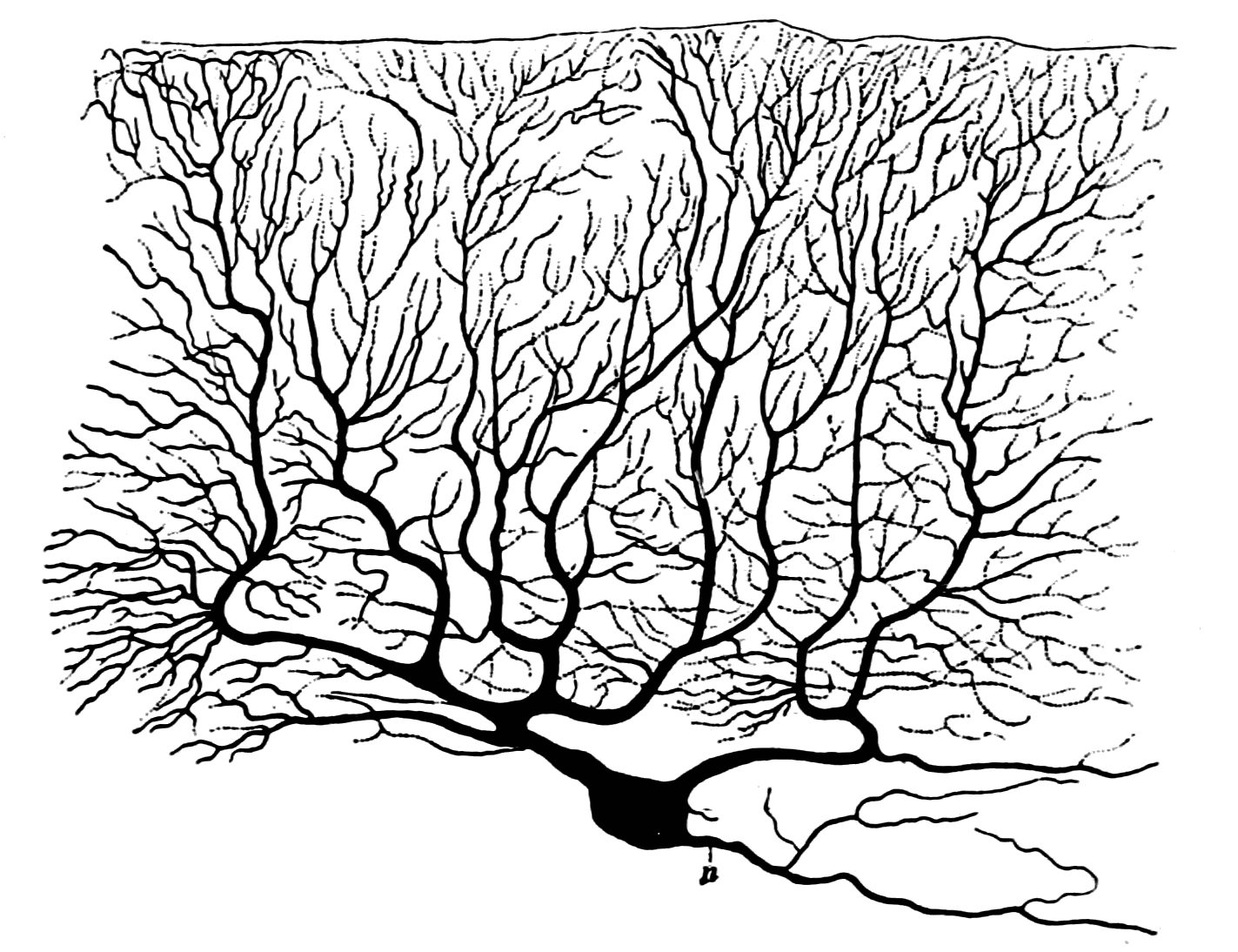
ヒト小脳由来プルキンエ細胞。P型カルシウムチャネルは樹状突起に高密度で存在する。

P型カルシウムチャネルの大部分は、神経系と心臓に位置している。チャネルの位置の同定には抗体標識が主に用いられている。
哺乳類においてP型カルシウムチャネルが高発現している部位には次のようなものがある。
- プルキンエ細胞の樹状突起[8]
- 嗅球の傍糸球体細胞（英語版）
- 小脳皮質
- 脳幹、内嗅皮質（英語版）、梨状皮質（英語版）、手綱核の神経細胞[7]

## チャネルブロッカー
P型カルシウムチャネルブロッカー（遮断薬）は、カルシウムの流入を妨げる作用を示す。カルシウム電流の遮断によって、生物はその機能や生存に影響が及ぶ可能性がある。こうした作用は後述するさまざまな疾患につながる場合がある。
P型カルシウムチャネルが感受性を示す化合物には、ペプチド型のものと低分子化合物がある。
P型カルシウムチャネルを選択的に阻害するペプチド型毒素は、ω-アガトキシンIVAとω-アガトキシンIVBの2種類のみが知られている。その他のチャネルブロッカーは非選択的であり、P型以外のチャネルに対しても作用する。

### ω-アガトキシン

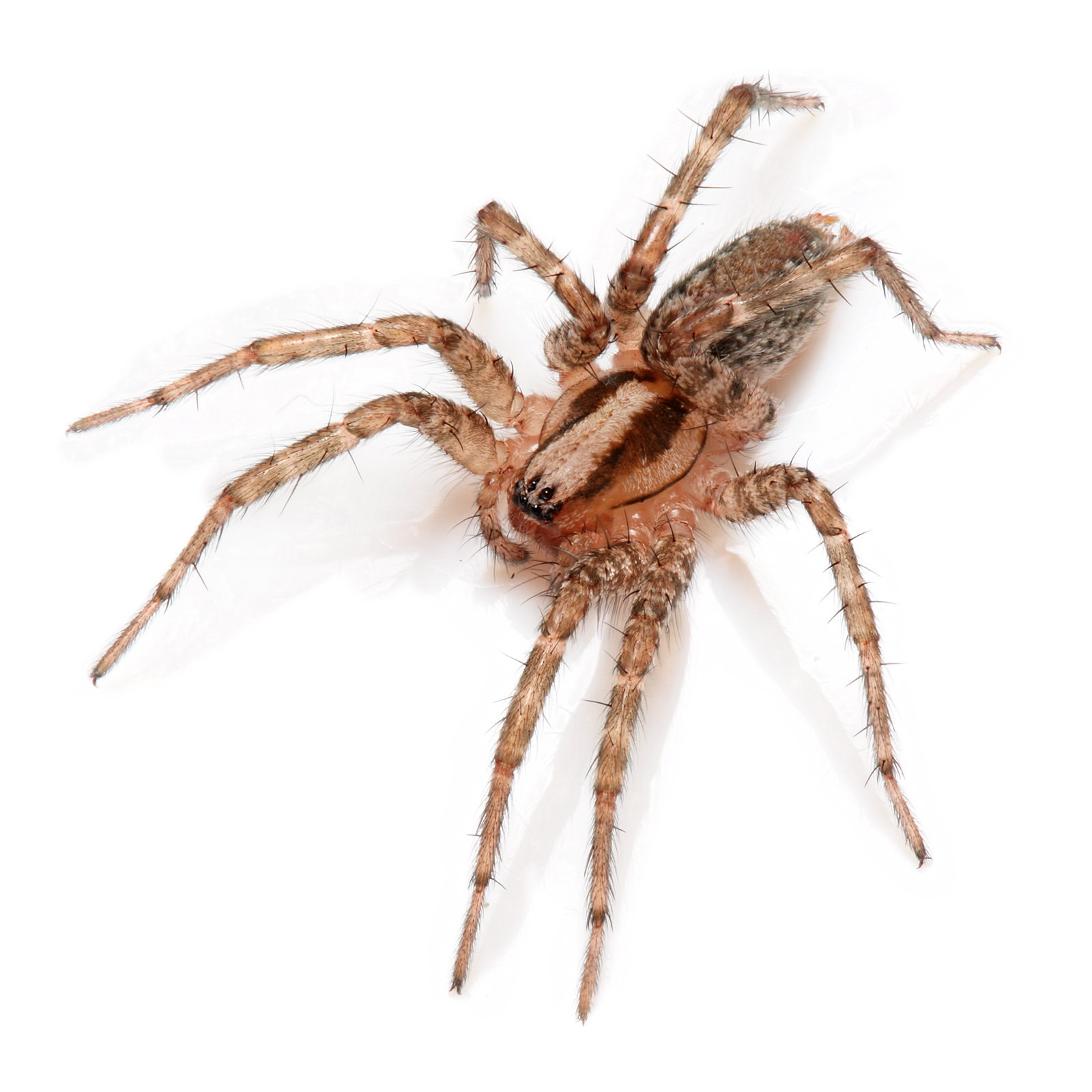
Agelenopsis属のクモの毒素は、P型カルシウムチャネル特異的ブロッカーである。

既知の2種類のP型カルシウムチャネル特異的ブロッカーはいずれも、クモの1種Agelenopsis apertaの毒液に由来するペプチドである。毒液由来の成分でP型チャネルに対して特異性を示す毒素は、ω-アガトキシンIVAとω-アガトキシンIVBである。これらペプチド型毒素は、4つのジスルフィド結合で連結された48個のアミノ酸から構成される。ω-アガトキシンIVAとω-アガトキシンIVBはP型チャネルに対して同じ親和性と選択性を有するが、速度論的性質は異なっている。ω-アガトキシンIVAはP型チャネルのゲート機構に影響を及ぼす。ω-アガトキシンIVAは開いた状態のチャネルに対する親和性は極めて低く、チャネルが活性化される強力な脱分極が生じている際にはチャネルを遮断することができなくなる。ω-アガトキシンIVAはα1サブユニットのポアの外側に結合し、結合部位はS3-S4リンカー部分に位置している。ω-アガトキシンIVBによるチャネル遮断は、IVAよりもかなりゆっくりと生じる。ω-アガトキシンIVAと同様、強力な脱分極が生じている際にはω-アガトキシンIVBはチャネルに結合することができない。

### 非選択的ペプチド型毒素
- ω-グラモトキシン（英語版）SIAは、チリアンローズタランチュラ（英語版）（チリアンコモンタランチュラ）Grammostola roseaの毒に由来するペプチド型毒素であり、P型チャネルのゲート機能を修飾する。
- ω-PnTx3-3、PnTx3-3、phonetoxin IIAはクロドクシボグモPhonoetrica nigriventer由来の毒素で、P型チャネルを介した電流を遮断する。
- DW13.3は、クモKukulcania hibernalis（英語版）由来のペプチド型毒素で、74個のアミノ酸から構成される。P型チャネルを介した電流を遮断する。
- ω-コノトキシンはイモガイ類の毒に由来する。ω-コノトキシンMVIICは海馬CA1領域の錐体細胞において、P型チャネルを遮断する。また、CA3領域の神経細胞ではシナプス伝達を遮断する。その効果は緩やかに発揮される。
- カルシクルジン（英語版）は、ヒガシグリーンマンバDendroaspis angusticepsの毒に由来する。P型チャネルを遮断する。
- カートキシン（英語版）（クルトキシン）はジャイアントデスストーカーParabuthus transvaalicusの毒に由来する。視床の神経細胞においては高電位活性化型カルシウム電流を低下させるが、プルキンエ細胞ではカルシウム電流を高める[1]。

### 低分子チャネルブロッカー
低分子チャネルブロッカーは、薬剤開発においてペプチド型のブロッカーと比較して利点が存在する。低分子ブロッカーの利点の1つはその組織透過性であり、特に血液脳関門の通過に重要となる。P型チャネル選択的な低分子ブロッカーは存在しないが、次に挙げるいくつかの化合物はP型チャネルの活性に影響を及ぼす。
- ロスコビチン（英語版）はサイクリン依存性キナーゼの阻害剤であり、背側線条体の介在ニューロンにおいてチャネルの不活性化を緩やかにすることでカルシウム電流を高める作用を示す。またシナプス前膜において、濃度によってアゴニストまたはアンタゴニストとして作用する。
- イソプロテレノールはβアドレナリン受容体作動薬（英語版）であり、P型カルシウムチャネル電流の増加を引き起こす。イソプロテレノールはcAMP依存性経路（英語版）を介して作用する。
- エリプロジル（英語版）やアンタゾリン（英語版）はNMDA受容体拮抗薬（英語版）であり、P型チャネルを遮断する作用を示す。エリプロジルは小脳のプルキンエ細胞においてP型チャネル電流を低下させる。
- ドデシルアミン（dodecylamine）は、開いた状態のP型チャネルのみに作用して遮断する。
- エタノールは高濃度でP型チャネルを遮断する。この作用はアルコール摂取時の運動失調の原因となっている可能性がある[1]。

### 医薬品
臨床使用されている医薬品の中には、P型カルシウムチャネルの活性に影響を及ぼすものが存在する。しかしながら、こうした医薬品の主標的はP型チャネルではないと考えられている。一例として、冠動脈疾患、高血圧、不整脈の治療に用いられるカルシウム拮抗剤はL型またはT型のカルシウムチャネルを阻害することで作用する。こうしたカルシウム拮抗剤にはベラパミル、ジルチアゼム、アムロジピン、ベニジピン、シルニジピン、ニカルジピン、バルニジピンなどが含まれる。これらの主標的はP型チャネルではないが、P型チャネルの機能を遮断する作用も示す。フルナリジンは片頭痛の治療に用いられるカルシウム拮抗剤であり、その主標的は電位依存性カルシウムチャネルとナトリウムチャネルである。フルナリジンは大脳新皮質薄片試料中のP型チャネルを阻害することが示されており、カルシウムの流入を阻害することで機能する。家族性片頭痛の一部はP型チャネルをコードするCACNA1A遺伝子の変異を原因としており、P型チャネルの活性の亢進が引き起こされている。フルナリジンの片頭痛予防効果の一部は、このP型チャネルの遮断によるものであると考えられている。また、てんかん発作は神経伝達の増加によって引き起こされ、その少なくとも一部はP型チャネルによるものである。レベチラセタム、ラモトリギン、カルバマゼピンといった抗てんかん薬はP型チャネルを遮断し、発作の発生の低下に寄与している。さまざまな非選択的カルシウムチャネルブロッカーが高血圧、不整脈、てんかん、統合失調症、疼痛、喘息、徐脈、狭心症、アルツハイマー病の症状の緩和に有用であるが、これらの多くの主標的はP型チャネルではない。こうした化合物の臨床効果にP型チャネルの遮断が影響を及ぼしているのかどうかを明らかにするためには、さらなる研究が必要である。

## 関連する疾患

シナプス前神経細胞（A）からの神経伝達物質の放出。Bはシナプス後神経細胞である。1. ミトコンドリア、2. 神経伝達物質が詰め込まれたシナプス小胞、3. 自己受容体、4. シナプス間隙、5. 神経伝達物質受容体、6. カルシウムチャネル、7. 神経伝達物質を放出している融合小胞、8. 神経伝達物質再取り込みポンプ

P/Q型チャネルの機能不全を原因とする神経疾患がいくつか存在する。

### アルツハイマー病
アルツハイマー病では脳内にアミロイドβ（Aβ）蓄積の進行がみられ、アミロイド斑が形成されてアルツハイマー病の重要な症状が引き起こされる。AβオリゴマーはP/Q型カルシウムチャネルを直接調節する。Aβ globulomerタンパク質は、Aβオリゴマーと類似した性質を有する、研究用途で用いられる人為的に作製された物質であり、P/Q型チャネルとAβ globulomerのみが存在する場合、カルシウム電流の増大というα1サブユニットへの直接的影響がみられる。ツメガエルの卵母細胞ではこの応答は20 nMと200 nMのAβ globulomerで用量依存的であり、また2 nMでは変化がみられないことから、影響が生じるためにはある程度のAβ globulomerの蓄積が必要であることが示されている。カルシウム電流が増大した場合には神経伝達物質の放出も増加するため、アルツハイマー病患者における毒性の一因となっている可能性がある。

### 片頭痛
CACNA1A遺伝子は、P/Q型カルシウムチャネルのα1サブユニットをコードしている。α1サブユニットのR192Q変異は、P2X3受容体の活性の増強をもたらす。P2X3受容体は三叉神経節の神経細胞に存在し、家族性片麻痺性片頭痛に寄与する主要な因子であると考えられている。この変異を有するサブユニットをノックインによって発現させた変異体マウスではチャネルの開口可能性が高まり、より低い電位でも活性化が起こるようになるため、野生型マウスよりもP2X3受容体の活性が有意に高まる。P/Q型カルシウムチャネルを介したカルシウム電流の増大による細胞内カルシウム濃度の上昇は、P2X3受容体の増強を介し、頭痛の一般的原因となる急性三叉神経痛に寄与する。

### てんかん発作
レベチラセタムは焦点発作や全般発作の治療に用いられる抗てんかん薬である。レベチラセタムは海馬、具体的にはてんかん発作を伝播することが知られている歯状回において、P/Q型チャネルを介したグルタミン酸放出を阻害し、AMPA受容体、NMDA受容体双方の興奮性シナプス後電流を低下させる。P/Q型チャネルが直接関与していることを示すためにP/Q型チャネル阻害剤であるω-アガトキシンTKを用いた研究が行われ、P/Q型チャネルが遮断された際には薬剤による有益な抗てんかん効果は得られなくなった。L型やN型に対するチャネルブロッカーが使用された際には、レベチラセタムの効果は観察された。このことは、レベチラセタムによる治療にP/Q型チャネルが関係していることを示す強力なエビデンスとなっている。

## 変異研究
P型カルシウムチャネルの多くの変異で細胞内の遊離カルシウム濃度の低下が引き起こされる。カルシウム恒常性の維持は神経細胞の正常機能に必要不可欠であるため、カルシウム濃度の変化は複数の疾患の引き金となり、また重症例では神経細胞の大量死が引き起こされる場合がある。
遺伝性のチャネロパチーの研究のため、変異体を用いた実験が行われている。チャネロパチーは、イオンチャネルのサブユニットや調節タンパク質の機能不全を原因とする疾患群である。tottering、leanerと呼ばれるホモ接合型失調マウスは、P/Q型チャネルα1サブユニット遺伝子に変異を有する。これらの変異は小脳のプルキンエ細胞に電流密度の劇的な低下という欠陥をもたらす。tottering変異では遅発性の運動失調やてんかん発作がみられ、P領域と呼ばれるイオンチャネルのポアの形成を担う領域に位置するロイシンがプロリンに置換されるミスセンス変異が生じている。leaner変異ではより重篤な症状がみられ、1ヌクレオチドの置換によってオープンリーディングフレーム内でのスプライシングの変化が引き起こされている。
また、P型チャネルのα1サブユニットの変異は分時換気量の低下など、無気肺と関連した呼吸異常を引き起こす。P型チャネルの変異は、呼吸の調節を補助する脳幹内の介在ニューロンクラスターであるPre-Bötzinger complex内の神経伝達に影響を及ぼすことも示されている。